# トイデス
トイデス（Toydeath）は、オーストラリアのトイポップバンドである。シドニーで結成され、同地を中心に活動している。

## 来歴
メンバーはビッグ・ジュディ（Big Judy）とジョー（Gijoe）とスーパー・ダッド（Super Dad）の3人からなる。メンバー全員は着ぐるみを着たり仮装をしており、おもちゃの楽器のみで演奏を行う。2006年と2007年にはシドニー・オリンピック公園で開催されたロック・フェスティバル、ザ・グレート・エスケープに参加している。